# Palmira Ventós i Cullell
Palmira Ventós i Cullell (Barcelona, 6 de febrer de 1858 - Barcelona, 11 de novembre de 1916), coneguda també amb el pseudònim de Felip Palma, va ser una escriptora catalana. També era actriu i pintora afeccionada.

## Biografia
Era filla de Miquel Ventós i Felip, natural de Torroella de Montgrí, i de Maria Roser Cullell i Tous, natural de Barcelona.
Es coneix poc de la seva vida, se sap que era de família empordanesa, tot i haver nascut, viscut i mort a Barcelona. Va ser cunyada de Jaume Massó i Torrents, fundador de la revista L'Avenç i membre fundador de l'Institut d'Estudis Catalans, i tia del poeta, dramaturg i director de cinema Josep Massó i Ventós.
La seva aparició en el món literari, amb el pseudònim de Felip Palma, la va fer de la mà d'una obra narrativa d'ambientació rural que presenta moltes similituds amb la de Víctor Català. Va publicar la narració "La Porc" a la revista Joventut l'any 1902, quan tenia quaranta-quatre anys. Asprors de la vida, el primer recull de narracions de Felip Palma, va sortir a la llum el 1904, a l'editorial de L'Avenç. L'any 1907, Felip Palma va publicar la novel·la La caiguda i tres narracions: «El suïcidi d'en Facet» al setmanari La Tralla, i «Abandonada!» i «Sola!» a Feminal, il·lustrades per Modest Urgell, el seu amic i mestre.
Ara bé, l'autèntica passió de Palmira Ventós era el teatre. No se sap quin any exactament va acabar el manuscrit de Festa completa, del qual se'n va fer una representació al Teatre Principal de Barcelona, amb música de Narcisa Freixas. Ventós la va reescriure i la va convertir en Isolats, estrenada el dissabte 20 de març de 1909 al teatre Romea i publicada el mateix any. El muntatge va ser dirigit per Jaume Borràs, i cal destacar en el repartiment les actrius Cazorla i Ferrer en els dos papers principals. L'autora el va definir com un drama de família en tres actes. La recepció crítica va ser molt positiva: Roser Lacosta va escriure un article entusiasta a Feminal amb fotografies del muntatge, i la revista teatral De tots colors va considerar que era un dels grans encerts de la temporada. Isolats és la primera obra teatral escrita per una dona que va triomfar en el circuit professional, amb el precedent de Dolors Monserdà. El tema d'Isolats és la denúncia de les convencions socials que porten a la hipocresia, especialment la institució del matrimoni. És una obra dura, d'enfrontament entre dues germanes, d'amor i de desamor, i de molta solitud. L’Almanaque del Diario de Barcelona para el año 1910, en va dir: "El asunto es escabroso, però está tratado tan hábilmente y con tal arranque dramático, que en las principales situaciones el espectador queda subyugado por el arte de la autora."
La segona estrena de Ventós, L'enrenou del poble, va estrenar-se el 8 de maig de 1909 al Teatre Romea i va publicar-se a De tots colors. Aquesta obra, que no té l'ambició literària de l'anterior, va decebre el públic i la crítica. Ventós va definir l'obra com un "quadre de costums en un acte", amb un argument intranscendent.
L'hivern de 1911, Ventós va estrenar una altra obra al teatre Romea: La força del passat. El muntatge teatral presentava deficiències i l'obra va tornar a decebre el públic i la crítica. No es va publicar, però Palmira Ventós la va reescriure per convertir-la en una novel·la, que va restar inacabada. L'autora va morir cinc anys després i també va deixar inacabat el drama en dos actes titulat L'onada, a més d'un llibre de narracions, Visions d'un paratge. Amb motiu de la seva mort prematura als cinquanta-vuit anys, Dolors Monserdà va escriure un article necrològic a la revista Ofrena en el qual recorda la forta impressió que li va causar conèixer l'autora després de l'èxit de l'estrena d'Isolats, l'any 1909. La descriu com una dona elegant, atractiva, plena d'entusiasme, amb molts projectes teatrals i il·lusionada per la carrera de dramaturga que acabava de començar després d'haver vençut algunes dificultats. Les altres necrològiques, que les escriptores Maria Domènech i la comtessa del Castellà (pseudònim d'Isabel M. del Carme Castellví Gordon) li van dedicar, la descriuen amb una personalitat inquisidora i desperta fins que una malaltia sobtada va tenyir el seu temperament amb la tristesa.